# Monochaetia karstenii
Monochaetia karstenii är en svampart som först beskrevs av Sacc. & P. Syd., och fick sitt nu gällande namn av B. Sutton 1969. Monochaetia karstenii ingår i släktet Monochaetia och familjen Amphisphaeriaceae.   Inga underarter finns listade i Catalogue of Life.